# Snårdammen
Snårdammen är en sjö i Nora kommun i Västmanland och ingår i Norrströms huvudavrinningsområde.